# Teoria del rimbalzo elastico

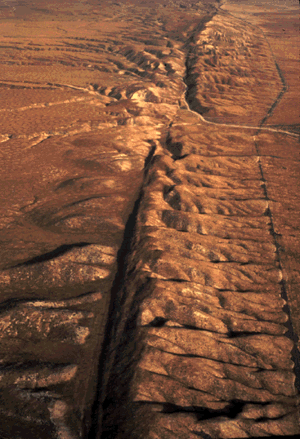
La faglia di Sant'Andrea nella Carrizo Plain della California centrale.

In sismologia la teoria del rimbalzo elastico (elastic-rebound theory in lingua inglese) costituisce un modello  geofisico atto a spiegare la dinamica dei terremoti che avvengono per azioni tettoniche.

## Storia
Le vere cause dei terremoti sono state scoperte solo intorno agli anni venti del secolo scorso; infatti alcuni popoli antichi credevano che i fenomeni sismici fossero causati dai movimenti di animali su cui poggiava la terra. I greci furono i primi a tentare una spiegazione non mistica del fenomeno. Aristotele ad esempio credeva che i terremoti fossero causati dal vento sotterraneo che incendia materiale combustibile.
Dopo il grande terremoto di San Francisco del 1906, grazie a misure geodetiche effettuate prima e dopo il terremoto, Harry Fielding Reid (geofisico statunitense, 1859 – 1944) enunciò la teoria della reazione elastica.
Le misure infatti provarono che le pareti opposte della faglia di Sant'Andrea si stavano muovendo lentamente in direzioni opposte l'una rispetto all'altra a causa di enormi forze tettoniche. Questo lentissimo movimento, provoca l'accumulo di energia elastica e di sforzi nei pressi della faglia.

## Descrizione
Il modello del rimbalzo elastico considera la massa rocciosa interessata dall'evento sismico caratterizzata da un comportamento elastico in seguito a deformazione per effetto di una sollecitazione come avviene nel caso di una molla: in seguito a rottura dell'equilibrio meccanico e al brusco ritorno delle masse rocciose a una nuova condizione di equilibrio permanente, l'energia elastica accumulata durante la deformazione si libera in parte sotto forma di calore per attrito lungo la superficie della faglia, in parte sotto forma di energia cinetica cioè violente vibrazioni o oscillazioni della crosta terrestre nel punto di rottura.
Queste vibrazioni si propagano come onde sismiche verso tutte le direzioni, a partire dall'ipocentro, dando vita al terremoto in superficie. Tanto maggiore è l'energia liberata, tanto più violente saranno le vibrazioni prodotte, tanto più lungo è il tempo necessario alla massa rocciosa per ritornare all'equilibrio stabile e tanto più lungo sarà il terremoto. Si evidenzia che le rocce interessate alla deformazione non compiono la reazione elastica in maniera uniforme, sia temporale (la restituzione elastica può durare da pochi secondi ad anni) sia nello spazio data la variazione reologica delle rocce sottoposte a deformazione. La restituzione elastica dell'energia può essere così lenta da dare origine ad uno scorrimento asismico.

### Modello

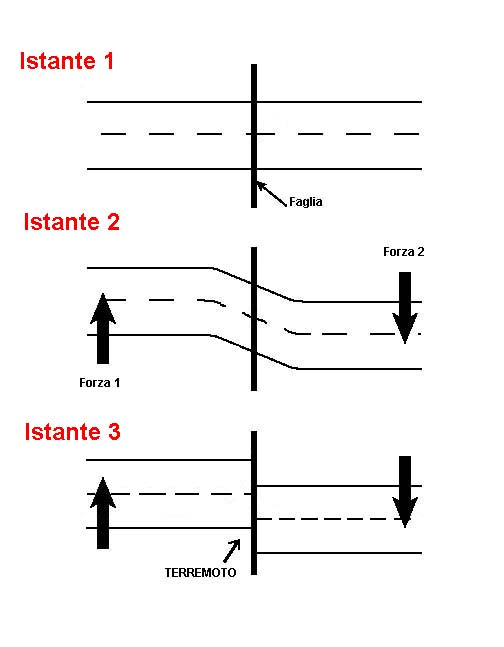
Lo schema della reazione elastica

Per capire questo meccanismo possiamo ad esempio pensare ad una strada (in figura a fianco vista dall'alto), con direzione trasversale alla faglia.
- Istante 1: all'inizio c'è una situazione di quiete, in cui non agiscono particolari forze.
- Istante 2: a causa degli sforzi tettonici la parte sinistra si muove lentamente verso l'alto, mentre la parte a destra si muove lentamente verso il basso (frecce nere). In questa fase, la strada non risulta modificarsi nella zona centrale nei pressi della faglia, a causa dell'attrito che intercorre in essa. Qui però vengono ad accumularsi via via sempre maggiori sforzi all'interno della zona di faglia.
- Istante 3: infine gli sforzi associati a tali deformazioni superano le forze d'attrito della roccia, causando un repentino spostamento dei due lati della strada a ridosso della faglia l'uno rispetto all'altro. Infine risulteranno spostati l'uno rispetto all'altro come in figura.

Il fenomeno si può dividere quindi in due fasi susseguenti:
1. fase presismica: le deformazioni sono lente e vi è accumulo energetico;
2. fase cosismica (o rimbalzo elastico): si ha un movimento con deformazioni repentine e un forte rilascio energetico che danno vita alle onde sismiche del terremoto come viene effettivamente avvertito.